# 1993년 2월
| 1993년: 1월 · 2월 · 3월 · 4월 · 5월 · 6월 · 7월 · 8월 · 9월 · 10월 · 11월 · 12월 |

| <           | 1993년 2월  | 1993년 2월 | 1993년 2월 | 1993년 2월 | 1993년 2월 | >          |
| 일          | 월          | 화         | 수         | 목         | 금         | 토         |
|             | 1 1.10 계축 | 2 11 갑인  | 3 12 을묘  | 4 13 병진  | 5 14 정사  | 6 15 무오  |
| 7 16 기미   | 8 17 경신   | 9 18 신유  | 10 19 임술 | 11 20 계해 | 12 21 갑자 | 13 22 을축 |
| 14 23 병인  | 15 24 정묘  | 16 25 무진 | 17 26 기사 | 18 27 경오 | 19 28 신미 | 20 29 임신 |
| 21 2.1 계유 | 22 2 갑술   | 23 3 을해  | 24 4 병자  | 25 5 정축  | 26 6 무인  | 27 7 기묘  |
| 28 8 경진   |             |            |            |            |            |            |

| 편집하기 |

## 1993년2월 25일
- 김영삼이 대한민국 대통령으로 취임하다.

## 1993년2월 5일
- 대한민국의 아남미디어그룹에서 소속한 시사 미디어 기업인 아남뉴스프레스를 설립하였다.
- 대한민국의 한양미디어그룹에서 소속한 시사 미디어 기업인 한양뉴스프레스를 설립하였다.
- 대한민국의 현대미디어그룹에서 소속한 시사 미디어

기업인 현대뉴스프레스를 설립하였다.